# اچ‌ای ۰۴۳۷–۵۴۳۹
اج‌ای ۰۴۳۷-۵۴۳۹ یک ستاره است که در صورت فلکی ماهی زرین قرار دارد.